# 木村一郎
木村 一郎（きむら いちろう、1915年（大正4年）6月29日 - 1978年（昭和53年）、8月21日）は、日本の栃木県芳賀郡益子町の「益子焼」の陶芸家である。
益子町の豪農であった名家に生まれたが、益子に移住した濱田庄司による「民藝運動」に影響を受け陶芸家を志し、河井寛次郎の作陶を手伝う事で様々な作陶技法を扱いながら作陶活動を続け、豪放磊落かつ自由闊達な天才肌の陶芸家であった。

## 生涯

### 生い立ち
1915年（大正4年）6月29日、父・直（なおし）、母・静江の子として益子町に生まれる。父の直は、益子町収入役や益子町長を務めていた祖父・英太郎が興した益子銀行の後継者として慶応義塾理財科に学んだが、日本画家を目指して川端玉章や島崎柳塢に師事し、「郊歩」や「麗堂」の雅号を名乗り活動していた。また彫刻、金工、陶芸も手掛けたという。また母の静江は栃木県河内郡上三川町の和田藤太郎の娘であり敬虔なクリスチャンであったという。しかし一郎が生まれて48日目後に亡くなってしまう。
1921年（大正10年）、益子小学校に入学する。その一方で下野銀行の倒産が起こり、祖父・英太郎は益子銀行の経営を持続させながら、1922年（大正11年）8月29日、益子郵便局長を拝命する。そしてこの頃から一郎は父に連れられ益子の陶器工場を訪れるようになる。
1928年（昭和3年）、旧制真岡中学校（現・栃木県立真岡高等学校）に入学。1931年（昭和6年）、父・直が芸術家への道の志半ばに早世した。長女・滋子によると、中学校上級生になった頃、夏休みに作った陶器を茨城県岩瀬町まで売りに行き、自ら作った陶器で初めて得たお金を手にしてパンを買ったと語ったいう。

### 作陶の道へ
1933年（昭和8年）、中学校卒業後、家業である郵便局を手伝うようになる。その一方で1935年（昭和10年）頃には作陶活動を積極的に行っており、同年9月には濱田庄司から作品を褒められたという。そして1936年（昭和11年）頃からは益子内の各製陶所で作陶の修行を積むようになる。また毎日のように濱田庄司の工房：濱田窯を訪れ、工房の仕事を手伝い、時には窯入れなどの仕事を深夜まで手伝い、結果として濱田に一年半ほど入門し学ぶ事になった。
1937年（昭和12年）には知人から河井寛次郎の作品を借り作陶の参考にするなど河井の影響を受け始めた。また益子町主催の「益子陶器競技会」に出品し2等、3等、4等を受賞。また第24回「商工省工芸展」に出品し入選。そして友人であった益子の小田部や榎田と共に日本民芸館を訪問観覧した。
そして同年10月1日、本格的に陶芸を学ぶ為に周囲の反対を押し切り、京都にあった商工省陶磁器試験場に第20期生として入所した。水町和三郎や澤村磁郎などから指導を受けた。また京都に赴く際に濱田庄司から河井寛次郎への紹介状を貰い、河井の知遇を得て、京都修行時代には河井の工房で窯入れなどの仕事を頻繁に手伝いながら河井の様々な陶芸技術を習得していった。そして関係する展覧会に出品し入選する。
1938年（昭和13年）2月28日、同試験場を修了する。しかし同年8月、兵役に召集されてしまい、古陶片を背中にくくりつけながら、中国大陸各地を転戦した。
1940年（昭和15年）、召集解除され益子に帰郷。作陶活動を再開し、この年の第15回国展に出品し入選する。
1941年（昭和16年）、館野和賀子と結婚する。そして高齢となった祖父・英太郎に代わり益子郵便局長となるその一方で作陶活動は続けられ、この年の第16回国展にも出品し入選をする。
1943年（昭和18年）、長女・滋子が生まれる。この年に戦時統制令が益子焼にも適用され、芸術作家として濱田庄司、技術保存作家に佐久間藤太郎が認定された中、一郎も技術保存作家に認定され、この3人に対してのみ、陶土と薪の配給が行われたという。

### 陶芸一筋に
1945年（昭和20年）、陶芸一筋に生きるために終戦と同時に郵便局長を辞め、翌1946年（昭和21年）に築窯し独立した。郵便局長を辞めた事に親類はがっかりしたが、一郎は後に「あの時は親類がいなくなった。でも後にまた親類が増えてきた」と語っている。また同年、祖父・英太郎が逝去する。
1947年（昭和22年）、初窯を焼いた。この頃から白磁の作品も手掛けるようになり、また福原達朗に轆轤を教授した。
1951年（昭和26年）、次女・萠子が生まれる。
1955年（昭和30年）、アメリカ大使館副領事であるＧ・ロバート・マイヤーを益子に招いて陶芸の指導を行い、マイヤーはたびたび益子の木村の窯を訪れるようになる。
1958年（昭和33年）には自宅の離れに塚本製陶所の研究生となっていた加守田章二を逗留させていた。
1959年（昭和34年）、日光東照宮350年祭に裏千家全国大会を開催した際に、献茶碗の制作を依頼され、また大井戸茶碗の複製を記念品として制作した。
1962年（昭和37年）、日光の旧田母沢御用邸で、香淳皇后が栃木の物産の中から木村一郎作の大鉢を買い上げた。
1965年（昭和40年）、日本工芸会を脱会し、在野の陶芸家となる。
1973年（昭和48年）、合田好道に伴って韓国の窯元への視察と、陶芸家との技術交流を目的とした韓国旅行をした。
その他にも陶芸家として様々な展覧会に出品し入賞、また積極的に個展も開いた。そして濱田庄司から柿釉、主に河井寛次郎から影響を受け、練上げや辰砂釉、富本憲吉からの象眼、バーナード・リーチからの筒描き、また白磁や黄釉も手がけ、これらの高度な技術や様々な釉薬の使い方を学び、それらを用いた作陶にも挑んだ。また朝鮮風の陶器も好み、李朝風の陶器も作陶した。そしてその完成度は高く、民芸の陶工に留まらない、益子出身としては希有な異色の陶芸家であり、天才肌の陶芸家であった。
1977年（昭和52年）、益子の道祖土に転居し、更なる陶芸の作風を展開しようとした。
しかし1978年（昭和53年）、8月21日に骨肉腫のため逝去した。享年63。

## 家族
長女・滋子と結婚し婿養子として木村家に入り、義父に師事し「木村窯」2代目として益子焼の陶芸家となった木村充。
また一郎の次女である萠子も陶芸家となった。
そして木村充の長男であり木村一郎の孫である、木村一郎の登り窯を受け継ぐ同じく益子焼の陶芸家である木村充良と、同じく木村充の長女である木村雅子は染色家である。

## 弟子
- 阿部文貴[39]
- 木村充[34][35]
- 松原直之[40]
- 山口孟[41][42][43]